# 神田郵便局
神田郵便局（かんだゆうびんきょく）は東京都千代田区にある郵便局。民営化前の分類では集配普通郵便局であった。

## 概要
住所：〒101-8799 東京都千代田区神田淡路町二丁目12番地

## 沿革
- 1872年（明治5年）旧3月 - 神田郵便取扱所として、神田区外神田松住町に開設[1]。
- 1872年（明治5年）旧6月 - 松住郵便仮役所となる[1]。
- 1874年（明治7年）9月 - 松住郵便仮役所を廃止。外神田湯島一丁目飛地に新設された湯島郵便役所が業務を引き継ぐ[1]。
- 1875年（明治8年）1月1日 - 湯島郵便分局となる。同年5月2日、貯金預所を設置[1]。
- 1877年（明治10年）5月 - 神田佐柄木町へ移転するとともに、内神田郵便分局に改称[1]。
- 1880年（明治13年）9月16日 - 為替取扱所を設置[1]。
- 1883年（明治16年）5月23日 - 内神田郵便支局となる[1]。
- 1885年（明治18年）5月 - 神田須田町に移転[1]。
- 1885年（明治18年）9月1日 - 神田郵便支局に改称[1]。
- 1886年（明治19年）4月26日 - 東京神田郵便支局に改称[1]。
- 1890年（明治23年）1月16日 - 東京神田郵便電信局となる[1]。
- 1903年（明治36年）4月9日 - 通信官署官制の施行に伴い東京神田郵便局（二等）となる[1]。
- 1906年（明治39年）1月1日 - 神田郵便局に改称[1]。
- 1910年（明治43年）5月 - 神田連雀町（現在の位置）に移転[1]。
- 1993年（平成5年）7月1日 - 外国通貨の両替および旅行小切手の売買に関する業務取扱を開始[2]。
- 2007年（平成19年）10月1日 - 民営化に伴い、併設された郵便事業神田支店に一部業務を移管。
- 2012年（平成24年）10月1日 - 日本郵便株式会社の発足に伴い、郵便事業神田支店を神田郵便局に統合。

## 取扱内容
- 郵便、印紙、ゆうパック、内容証明
- 貯金、為替、振替、振込、国際送金、外貨両替・トラベラーズチェック、国債、投資信託
- 生命保険、バイク自賠責保険
- ゆうちょ銀行ATM
- 千代田区神田地域（〒101-xxxx）の集配業務
- ゆうゆう窓口

## 風景印
- 図案は『聖橋』・重要文化財『ニコライ堂』
- 使用開始日は1951年（昭和26年）4月20日

## 周辺
- 日本大学駿河台キャンパス
- 東京医科歯科大学
- 神田明神
- 湯島聖堂
- 中央労働金庫本店
- 秋葉原
- 国道17号
- 神田川

## アクセス
- 東京メトロ丸ノ内線 淡路町駅もしくは都営新宿線 小川町駅からそれぞれ徒歩約4分
- JR中央本線・総武本線 御茶ノ水駅もしくは東京メトロ千代田線 新御茶ノ水駅からそれぞれ徒歩約7分
- 都営バス 須田町停留所下車
- 外堀通り沿い